# Hypoxis parvula
Hypoxis parvula är en enhjärtbladig växtart som beskrevs av John Gilbert Baker. Hypoxis parvula ingår i släktet Hypoxis och familjen Hypoxidaceae.

## Underarter
Arten delas in i följande underarter:
- H. p. albiflora
- H. p. parvula